# Вінницька Ольга Вікторівна
О́льга Ві́кторівна Ві́нницька (нар. 27 грудня 1974, Київ), відома як Альо́на Ві́нницька — українська співачка, композиторка, авторка пісень та телеведуча. Колишня учасниця гурту «ВІА Гра» (2000—2003). Ведуча програми «Зірковий шлях» на телеканалі «Україна». Виконує пісні російською мовою.

## Життєпис
Народился 27 грудня 1974 року в Київ.
У дитинстві захоплювалась творчістю Віктора Цоя та гурту «Кіно», сама навчилась грати на гітарі, писала вірші. В 1993 році заснувала власний гурт «The Last Unicorn», який швидко розпався, в ньому зустріла музиканта гурту «Cool Before».
В 1997 році працювала віджейкою музичного каналу «Biz-TV», згодом стала ведучою музичного дайджесту «Фан-клуб» на телеканалі «Інтер». В 1998 році вступила до школи журналістики «InterNews».
У 2000 році Дмитро Костюк, колишній генеральний директор телеканалу «Biz-TV», запросив Вінницьку до нового проєкту «ВІА Гра». Через три роки роботи в ньому співачка вирішила розпочати сольну кар'єру.
Першою сольною роботою став сингл «Давай забудем всё», що відразу добився високих позицій у хіт-парадах України. Незабаром вийшов другий хіт — пісня «Рассвет», за ним послідував сингл «Измученное сердце». У той же час Вінницька виступила на найбільшому критому концертному майданчику України — Палаці спорту, на розігріві всесвітньо відомої шведської групи «The Cardigans»[джерело?].
Продюсером перших двох альбомів Альони Вінницької став Віталій Клімов, що працював з «Табула Раса» і «Океан Ельзи». Після успіху пісні «Давай забудем всё» співачка підписала контракт з компанією «Ukrainian», представником мейджора Universal в Україні, співпраця з якою закінчилася випуском дебютного альбому AV «Рассвет» у травні 2004. Сьогодні співачка працює з рекординговими компаніями «Lavina music» і «Moon».
У 2014 році стала ведучою програми «Зірковий шлях» на телеканалі «Україна».

## Громадська діяльність
У 2014 році взяла участь у зйомці для благодійного календаря «Щирі», присвяченого українському національному костюму та його популяризації. Проєкт було реалізовано зусиллями ТЦ «Домосфера» та комунікаційної агенції Gres Todorchuk. Усі кошти від реалізації календаря було передано на допомогу пораненим бійцям АТО до Київського військового шпиталю та центру волонтерства Українського католицького університету «Волонтерська Сотня».

## Дискографія

### Студійні альбоми
| Назва   | Деталі                                                                 |
| ------- | ---------------------------------------------------------------------- |
| Рассвет | - Дата: 28 травня 2004 - Лейбл: Ukrainian Records - Формат: касета, CD |
| 007     | - Дата: 21 червня 2005 - Лейбл: Ukrainian Records - Формат: касета, CD |
| Sunrise | - Дата: 2005 - Лейбл: ZYX Music - Формат: CD                           |
| Куклы   | - Дата: 22 травня 2006 - Лейбл: Lavina Music - Формат: касета, CD      |

### Мініальбоми
| Назва   | Деталі                                                    |
| ------- | --------------------------------------------------------- |
| Конверт | - Дата: 26 квітня 2008 - Лейбл: Lavina Music - Формат: CD |

### Збірні альбоми
| Назва                                    | Деталі                                                       |
| ---------------------------------------- | ------------------------------------------------------------ |
| Алена Винницкая. Сборник хитов 2003—2010 | - Дата: 22 листопада 2010 - Лейбл: Lavina Music - Формат: CD |

### Реміксові альбоми
| Назва                       | Деталі                                                    |
| --------------------------- | --------------------------------------------------------- |
| Электро                     | - Дата: 28 грудня 2006 - Лейбл: Moon Records - Формат: CD |
| Замиксовано. The best mixes | - Дата: 24 грудня 2008 - Лейбл: Moon Records - Формат: CD |

### Сингли
| Рік  | Назва                              | Найвища позиція в чарті | Найвища позиція в чарті | Альбом                  |
| Рік  | Назва                              | ЛАТ                     | УКР                     | Альбом                  |
| ---- | ---------------------------------- | ----------------------- | ----------------------- | ----------------------- |
| 2003 | «Давай забудем всё»                |                         | 5                       | Рассвет                 |
| 2003 | «Рассвет»                          |                         | 5                       | Рассвет                 |
| 2004 | «Ветер перемен»                    |                         | 7                       | Рассвет                 |
| 2004 | «Видишь, я жива»                   |                         | 13                      | Рассвет                 |
| 2005 | «007»                              |                         | 22                      | 007                     |
| 2005 | «Видишь, я жива» (Gorchitza remix) |                         |                         | 007                     |
| 2006 | «Куклы»                            |                         | 4                       | Куклы                   |
| 2006 | «Тумба-буги»                       |                         |                         | Куклы                   |
| 2006 | «Одиночество»                      |                         |                         | Куклы                   |
| 2007 | «Звездочёт»                        |                         | 8                       | Куклы                   |
| 2007 | «Луна»                             |                         | 13                      | Рассвет (перевидання)   |
| 2007 | «Равнодушна»                       |                         |                         | Конверт                 |
| 2008 | «Конверт»                          |                         | 1                       | Конверт                 |
| 2008 | «Осень золотая»                    |                         | 1                       | Замиксовано             |
| 2009 | «Я здесь, я рядом»                 |                         | 9                       | Рассвет                 |
| 2009 | «Всё это с нами»                   |                         | 2                       | Конверт                 |
| 2009 | «Случилось» (remix)                | 27                      | 8                       | Электро                 |
| 2010 | «Слушай меня, девочка»             | 24                      | 10                      | Сборник хитов 2003—2010 |
| 2010 | «Что ты со мной сделал?»           | 40                      | 14                      | Сингл без альбому       |
| 2011 | «Не плачь, детка»                  |                         | 16                      | Сингл без альбому       |
| 2011 | «Гуляй, славяне!»                  |                         |                         | Камон эврибади          |
| 2012 | «Я стану кроткой»                  |                         | 27                      | Конверт                 |
| 2012 | «Я жду»                            |                         | 10                      | Сингл без альбому       |
| 2012 | «Виноград»                         |                         |                         | Рассвет                 |
| 2013 | «Он»                               |                         | 10                      | Сингл без альбому       |
| 2013 | «Зима» (remix)                     |                         |                         | Электро                 |
| 2014 | «Подари»                           |                         | 22                      | Сингл без альбому       |
| 2014 | «Небо»                             |                         | 40                      | Сингл без альбому       |
| 2015 | «Разговоры о любви»                |                         |                         | Сингл без альбому       |
| 2016 | «Подари мне своё сердце»           |                         |                         | Сингл без альбому       |
| 2017 | «Птица»                            |                         |                         | Сингл без альбому       |

## Музичні відео
| Рік  | Назва                              | Режисер                      | Оператор            |
| ---- | ---------------------------------- | ---------------------------- | ------------------- |
| 2003 | «Давай забудем всё»                | Віктор Придувалов            | Ярослав Пілунський  |
| 2003 | «Рассвет»                          | Віктор Віклс                 | Павло Владимирський |
| 2004 | «Видишь, я жива»                   | Ігор та Олександр Стеколенки | Ярослав Пілунський  |
| 2005 | «007»                              | Олександр Ігудін             | Арсен Маклозян      |
| 2005 | «Видишь, я жива» (Gorchitza remix) | Віктор Придувалов            | Арсен Маклозян      |
| 2006 | «Куклы»                            | Олександр Ігудін             | Роман Бойко         |
| 2006 | «Тумба-буги»                       | Георгій Делієв               | Максим Гуцу         |
| 2006 | «Одиночество»                      | Ігор та Олександр Стеколенки | Юрій Барсук         |
| 2007 | «Звездочёт»                        | Олександр Ігудін             | Ярослав Пілунський  |
| 2007 | «Равнодушна»                       | Сергій Солодкий              | Дмитро Перетрутов   |
| 2008 | «Конверт»                          | Ігор Іванов                  | Сергій Дишук        |
| 2008 | «Осень золотая»                    | Сергій Солодкий              | Юрій Король         |
| 2009 | «Я здесь, я рядом»                 | Бата Недич                   | Юрій Бойко          |
| 2009 | «Всё это с нами»                   | Сергій Солодкий              | Юрій Король         |
| 2010 | «Слушай меня, девочка»             | Сергій Перцев                | Юрій Король         |
| 2010 | «Что ты со мной сделал?»           | Тарас Маляревич              | Тарас Маляревич     |
| 2011 | «Не плачь, детка»                  | Сергій Перцев                | Олексій Ламах       |
| 2011 | «Гуляй, славяне!»                  | Олексій Большой              | Максим Гуцу         |
| 2012 | «Я жду»                            | Сергій Большой               | Сергій Большой      |
| 2012 | «Виноград»                         | Альона Вінницька             | Максим Гуцу         |
| 2013 | «Он»                               | Сергій Перцев                | Олена Маркова       |
| 2014 | «Подари»                           | Артем Приходько              | Олексій Хорошко     |
| 2016 | «Подари мне своё сердце»           | Альона Вінницька             | Максим Гуцу         |

## Фільмографія
- 2002 — «Вечори на хуторі біля Диканьки» (у складі гурту «ВІА Гра») — подруга Оксани
- 2003 — «Попелюшка» (у складі гурту «ВІА Гра») — скандинавська принцеса
- 2011 — «Таксі» (серія 39) — камео
- 2017, 2019 — «Реальна містика» — камео (випуск «Новий рік Віри Іванівної»), Елеонора (випуск «Совість замучить»)